# Römische Juristen
Die römischen Juristen (lat. iurisconsulti) waren die Vertreter der antiken römischen Rechtswissenschaft.
Bedeutung erlangte die römische Rechtswissenschaft während des Zeitraums vom 4. Jahrhundert v. Chr. bis zum 7. Jahrhundert n. Chr. Ihren Höhepunkt erlangte sie während der klassischen Zeit, insbesondere im 2. Jahrhundert n. Chr. Vornehmlich die Werke der Klassiker sind uns nur in wenigen Fällen unmittelbar überliefert, größtenteils werden sie durch die monumentale Sammlung des spätantiken Kaisers Justinian überliefert, der im 6. Jahrhundert n. Chr. im später so genannten Corpus iuris civilis das klassische Recht kompilieren ließ.
Die Forschung unterteilt die römische Jurisprudenz lange in eine „vorklassische“, in eine „klassische“ und eine „nachklassische“ Phase. Innerhalb der Phasen waren unterschiedliche Akteure der Rechtsetzung auf den Plan gerufen. Die Decemvirn, die als bloße politische Protagonisten das Zwölftafelgesetz schufen, an das auch das Klagwesen gebunden wurde. Die Interpretation des sich am Gesetz anreichernden Rechts oblag den Pontifices, die in der Doppelfunktion der juristischen wie priesterlichen Wissenschaft den höchsten Ruf genossen. Bis zum 1. Jahrhundert n. Chr. entsandte der Senat die großen Juristen und nochmals später entstammte diese den Kreisen der Ritter. Es handelte sich um kleine Vertretungen der Gesellschaft, die allerdings Macht, Wissen und großen Einfluss ausübten. Über die Darstellungen der Juristen zur Rechtssetzung im Prinzipat bestehen genaue und unmittelbare Mitteilungen, weil die Zeit zwischen Augustus und Hadrian von verschiedenen zeitgenössischen Rechtsgelehrten festgehalten worden war. Besonders hervorzuheben sind Gaius mit seinen erhaltenen Institutionen und Pomponius mit seinem Enchiridion, einer bedeutsamen Abhandlung der römischen Rechtsgeschichte, die selbst nicht erhalten geblieben ist, aber Einlass in die Digesten erlangte. Die Zeugnisse sind so wichtig, weil sie nicht zu den rhetorischen, sondern (zudem chronologisch aufgebauten) juristischen Schriften zählen.
Die nachklassische Periode wurde häufig als vulgarrechtlich oder klassizistisch apostrophiert, ausgehend davon, dass beginnend mit der vorklassischen und zum Höhepunkt geführt, das klassische Recht hervorragende Juristenarbeit hervorgebracht habe, sogenanntes Juristenrecht. Diese Auffassungen werden heute durch modernere Forschung relativiert, zu nennen sind in diesem Zusammenhang insbesondere die Analysen bedeutender Rechtshistoriker wie Fritz Schulz, Franz Wieacker und Detlef Liebs. Für die Bestandsaufnahme der spätantiken Jurisprudenz tauschten sie die genannten Begriffe aus und ersetzten sie durch „bürokratisch“ oder „epiklassisch“ Dabei verdeutlichten sie, dass die Juristentätigkeiten in den Kodifikationskommissionen regelmäßig im Namen der Obrigkeit ausgeführt wurden. Die Kaiser dieser Zeit verfolgten einen Alleinpublikationsanspruch für Rechtstexte, sodass die Vielzahl der tätigen Juristen (vermutet wird eine deutlich höhere Anzahl als während der klassischen Zeit) offiziell nicht in Erscheinung trat. Ordnungsfunktionell waren es Kaiser, Präfekten, Comites, Vikare und Gouverneure, die Gesetze, Verordnungen, Bescheide und Erlasse auf den Weg brachten. Umgesetzt wurden die Rechtswerke von Palastquästoren oder kaiserlichen Libellkanzleien.
Vornehmlich verstanden die Römer Recht als Methode zur Konfliktbewältigung. Die Aufgabe wurde nicht in der Weise wahrgenommen, dass einer abstrakten Norm Geltung zuteilwurde, sondern dass im Rahmen der vorgegebenen Richtlinien eine Lösung für die streitenden Parteien gefunden wird. Als Bürgerpflicht galt es, dass respondiert würde, eine Antwort gegeben wird. Die Streitfälle an die sich die prudentes herantasteten, wurden individuell behandelt, was zu einer kasuistischen Abwicklung führte. Recht wurde kontrovers behandelt. Anerkannt unter den juristischen Autoren waren als Rechtsentstehungsquellen das Gesetzesrecht (lex), das Gewohnheitsrecht (mos) und das Juristenrecht (sententiae et opiniones). Nichtjuristische Autoren wie Cicero bezogen weitere Rechtsakte ein, wie Vereinbarungen aufgrund von Rechtsgeschäften (pacta), Urteile (iudicata), Gerechtigkeit und Treue (aequitas, fides) oder das Naturrecht. Für Cicero war die Natur die letzte Ursache allen Rechts. Anders als die Rhetoriker, ließen die Juristen letztgenannte Faktoren außer Betracht, weil sie sie von den Rechtsquellen separiert wissen wollten.
Die Juristen lassen sich traditionell folgenden Epochen zuweisen:

## Vorklassische / republikanische Juristen
- Hermodoros von Ephesos (um 450 v. Chr.)
- Appius Claudius Caecus (* 340 v. Chr.; † 273 v. Chr.)
- Publius Sempronius Sophus (um 300 v. Chr.)
- Tiberius Coruncanius († 243 v. Chr.)
- Lucius Acilius (um 200 v. Chr.)
- Publius Aelius Paetus († 174 v. Chr.)
- Sextus Aelius Paetus Catus (2. Jahrhundert v. Chr.)
- Marcus Porcius Cato Licinianus († 152 v. Chr.)
- Publius Mucius Scaevola (* 180 v. Chr.; † 115 v. Chr.)
- Titus Manlius Torquatus (2. Jahrhundert v. Chr.)
- Publius Cornelius Scipio Nasica Corculum (2. Jahrhundert v. Chr.)
- Manius Manilius (2. Jahrhundert v. Chr.)
- Marcus Iunius Brutus (2. Jahrhundert v. Chr.)
- Publius Licinius Crassus Dives Mucianus (* 182 v. Chr.; † 130 v. Chr.)
- Lucius Coelius Antipater (* 180 v. Chr.; † 120 v. Chr.)
- Quintus Mucius Scaevola (Augur) (* 170 v. Chr.; † 87 v. Chr.)
- Gaius Marcius Figulus (2./1. Jahrhundert v. Chr.)
- Gaius Livius Drusus (2./1. Jahrhundert v. Chr.)
- Publius Rutilius Rufus (* 158 v. Chr.; † 78 v. Chr.)
- Aulus Verginius (2./1. Jahrhundert v. Chr.)
- Quintus Mucius Scaevola (Pontifex) (* 140 v. Chr.; † 82 v. Chr.)
- Lucius Licinius Crassus (* 140 v. Chr.; † 91 v. Chr.)
- Gaius Aculeo (2./1. Jahrhundert v. Chr.)
- Quintus Lucretius Vespillo (2./1. Jahrhundert v. Chr.)
- Volcatius (2./1. Jahrhundert v. Chr.)
- Lucius Lucilius Balbus (1. Jahrhundert v. Chr.)
- Gaius Aquilius Gallus (* 116 v. Chr.; † vor 44 v. Chr.)
- Sextus Papirius (2./1. Jahrhundert v. Chr.)
- Titus Iuventius (2./1. Jahrhundert v. Chr.)
- Precianus (2./1. Jahrhundert v. Chr.)
- Quintus Cornelius Maximus (2./1. Jahrhundert v. Chr.)
- Servius Sulpicius Rufus (* 106 v. Chr.; † 43 v. Chr.)
- Aulus Cascellius (1. Jahrhundert v. Chr.)
- Gaius Visellius Varro († zwischen 58 und 42 v. Chr.)
- Gaius Trebatius Testa (* 84 v. Chr.; † 4 n. Chr.)
- Lucius Valerius (1. Jahrhundert v. Chr.)
- Publius Alfenus Varus (1. Jahrhundert v. Chr.)
- Marcus Tullius Cicero (* 3. Januar 106 v. Chr.; † 7. Dezember 43 v. Chr.)
- Aulus Ofilius (1. Jahrhundert v. Chr.)
- Titus Caesius (1. Jahrhundert v. Chr.)
- Aufidius Tucca (1. Jahrhundert v. Chr.)
- Aufidius Namusa (1. Jahrhundert v. Chr.)
- Gaius Ateius (1. Jahrhundert v. Chr.)
- Pacuvius Antistius Labeo (1. Jahrhundert v. Chr.)
- Publicius Gellius (1. Jahrhundert v. Chr.)
- Quintus Aelius Tubero (1. Jahrhundert v. Chr.)
- Lucius Cincius (1. Jahrhundert v. Chr.)

## Frühklassische Juristen (Augustus bis Domitian)
- Gaius Ateius Capito
- Marcus Antistius Labeo
- Masurius Sabinus
- Gnaeus Arulenus Caelius Sabinus
- Proculus
- Fabius Mela
- Pegasus, 1. Jahrhundert
- Gaius Cassius Longinus
- Lucius Iavolenus Priscus
- Titius Aristo
- Lucius Neratius Priscus

## Hochklassische Juristen (Nerva bis Commodus)
- Publius Iuventius Celsus
- Publius Salvius Iulianus
- Publius Taruttienus Paternus
- Sextus Pomponius
- Sextus Pedius
- Sextus Caecilius Africanus
- Gaius
- Ulpius Marcellus
- Quintus Cervidius Scaevola
- Lucius Volusius Maecianus
- Lucius Fulvius Aburnius Valens
- Claudius Venuleius Saturninus
- Florentinus
- Papirius Iustus

## Spätklassische Juristen (Severer)
- Marcus Aurelius Papirius Dionysius
- Messius Extricatus
- Arrius Menander
- Papinian
- Iulius Paulus
- Licinius Rufinus
- Ulpian
- Aemilius Macer
- Tertullian

## Nachklassische Juristen (bis Diokletian)
- Aurelius Arcadius
- Iulius Gallus Aquila
- Herennius Modestinus
- Hermogenianus
- Praetextatus
- Gaius Caelius Saturninus

## Spätantike Juristen (Zeitalter der Christianisierung)
- Ambrosius von Mailand
- Alypius
- Avitus (Kaiser 455/56)
- Castorius
- Felix
- Floridus
- Gaianus
- Germanus von Auxerre
- Ionius
- Marinian
- Marcus Staberius Felix Primillanus
- Titian